# Jorge Vides
Jorge Henrique da Costa Vides (* 24. November 1992 in Rio de Janeiro) ist ein brasilianischer Leichtathlet, der sich auf den Sprint spezialisiert hat. 2019 siegte er mit der brasilianischen 4-mal-100-Meter-Staffel bei den Panamerikanischen Spielen in Lima und 2013 wurde er in Cartagena in dieser Disziplin Südamerikameister.

## Sportliche Laufbahn
Erste Erfahrungen bei internationalen Meisterschaften sammelte Jorge Vides im Jahr 2012, als er bei den U23-Südamerikameisterschaften in São Paulo in 10,73 s den fünften Platz im 100-Meter-Lauf belegte und über 200 Meter mit 21,12 s auf Rang vier gelangte. Zudem gewann er mit der brasilianischen 4-mal-100-Meter-Staffel in 40,10 s die Goldmedaille. Im Jahr darauf gewann er bei den Südamerikameisterschaften in Cartagena in 20,71 s die Bronzemedaille im 200-Meter-Lauf hinter dem Ecuadorianer Álex Quiñónez und Bernardo Baloyes aus Kolumbien. Zudem siegte er mit der Staffel in 39,47 s gemeinsam mit José Carlos Moreira, Jefferson Lucindo und Rebert Firmiano. Bei den IAAF World Relays 2014 auf den Bahamas belegte er in 38,40 s den vierten Platz in der 4-mal-100-Meter-Staffel und im August siegte er in 20,42 s über 200 Meter bei den Ibero-Amerikanischen Meisterschaften in São Paulo und sicherte sich zudem in 10,31 s die Silbermedaille über 100 Meter hinter dem Peruaner Andy Martínez. Zudem siegte er mit der Staffel in 39,35 s. Bei den IAAF World Relays 2015 in Nassau wurde er in 38,63 s erneut Vierter in der 4-mal-100-Meter-Staffel und 2016 schied er bei den Ibero-Amerikanischen Meisterschaften in Rio de Janeiro mit 10,37 s im Halbfinale über 100 Meter aus und gewann mit der Staffel in 38,65 s die Silbermedaille hinter dem Team aus der Dominikanischen Republik. Anschließend nahm er an den Olympischen Sommerspielen ebendort teil und schied dort mit 20,50 s in der ersten Runde über 200 Meter aus und belegte mit der Staffel in 38,41 s im Finale den sechsten Platz.
2018 siegte er in 20,34 s über 200 Meter bei den Ibero-Amerikanischen Meisterschaften in Trujillo und gewann in 10,27 s die Silbermedaille über 100 Meter hinter seinem Landsmann Paulo André de Oliveira. Zudem sicherte er sich auch mit der 4-mal-100-Meter-Staffel in 38,78 s die Goldmedaille. Bei den IAAF World Relays 2019 in Yokohama wurde er in 38,05 s Erster in der 4-mal-100-Meter-Staffel und kam mit der 4-mal-200-Meter-Staffel nicht ins Ziel. Im August schied er bei den Panamerikanischen Spielen in Lima mit 20,80 s im Vorlauf über 200 Meter aus und siegte mit der Staffel in 38,27 s gemeinsam mit Rodrigo do Nascimento, Derick Silva und Paulo André de Oliveira. 2021 nahm er erneut an den Olympischen Sommerspielen in Tokio teil und kam dort mit 20,94 s nicht über die ersten Runde über 200 Meter hinaus. 2023 belegte er bei den Südamerikameisterschaften in São Paulo in 20,59 s den vierten Platz über 200 Meter und anschließend schied er bei den Weltmeisterschaften in Budapest mit 20,80 s im Vorlauf aus und wurde mit der Staffel in der Vorrunde disqualifiziert. Im Jahr darauf schied er bei den Ibero-Amerikanischen Meisterschaften in Cuiabá mit 20,97 s im Vorlauf über 200 Meter aus.
In den Jahren 2016, 2021 und 2023 wurde Vides brasilianischer Meister im 200-Meter-Lauf sowie 2018, 2021 und 2023 in der 4-mal-100-Meter-Staffel.

## Persönliche Bestzeiten
- 100 Meter: 10,08 s (+0,3 m/s), 18. August 2018 in São Bernardo do Campo
- 200 Meter: 20,34 s (+0,1 m/s), 26. August 2018 in Trujillo